# العوينات (جرادة)
 لعوينات  (بالإنجليزية: LAAOUINATE)‏ هي جماعة قروية تابعة لإقليم جرادة ضمن الجهة الشرقية بالمغرب. بلغ مجموع عدد سكان لعوينات  حسب إحصاءات 2004 حوالي 3790 نسمة أجنبي 1 أجنبي يعيشون في 628 أسرة.

## إحصاء عام
| السنة | عدد السكان | عدد الأسر | عدد الأجانب |
| ----- | ---------- | --------- | ----------- |
| 1994  | 4055       | 592       | °°°°        |
| 2004  | 3790       | 628       | 1           |